# Die Zukunft heißt Frau
Die Zukunft heißt Frau ist ein Spielfilm des italienischen Regisseurs Marco Ferreri aus dem Jahr 1984.

## Inhalt
Anna und Gordon leben in einer intensiven, harmonischen Beziehung. Sie haben keine Kinder und wollen auch keine. Anna arbeitet als PR-Frau in einem Einkaufszentrum. Gordon ist Gartenbauer. Sein Job ist es, Bäume in der Stadt zu pflanzen. Die Abende verbringen sie gemeinsam auf Partys oder in Diskotheken. Eines Abends kommt Anna in der Diskothek einer jungen Frau zu Hilfe, die von ein paar jungen Kerlen belästigt wird, und da Malvina obdachlos ist, nimmt sie sie mit zu sich nach Hause. Was als Unterkunft für eine Nacht gedacht war, dehnt sich jedoch zu einem längeren Aufenthalt aus, denn Malvina, die im sechsten Monat schwanger ist, nistet sich in Gordons und Annas Haushalt ein. Beide sind von der lebhaften und unkonventionellen jungen Frau fasziniert. Es entspinnt sich eine Dreiecksbeziehung, die eine eigene Dynamik entfaltet und aus der Gordon schließlich ausgeschlossen bleibt. Ihm fällt die Rolle eines überflüssigen Anhängsels an das Duo Anna/Malvina zu.
Als das Trio ein Konzert des Rocksängers Pierangelo Bertoli besucht, kommt es zu einer Massenpanik, die durch eine Schlägerei zwischen Hooligans und der Polizei ausgelöst wurde. Gordon kommt bei dem Versuch, die beiden Frauen zu schützen, zu Tode. Die Verbindung der beiden Frauen wird danach noch stärker. Sie verlassen die Stadt, machen einen Halt an einem Strand, wo Malvina ihr Kind zur Welt bringt. Nach der Geburt leben Anna, Malvina und das Kind eine Zeitlang auf dem Land, bis Malvina ihr Gepäck nimmt, per Anhalter davonfährt und ihr Kind auf Annas Arm zurücklässt.

## Produktion und Veröffentlichung
Der Film wurde im Januar/Februar 1984 an verschiedenen Orten in Italien gedreht. Drehorte waren u. a. die Diskothek Marabù in Reggio Emilia, das Restaurant Locale delle meraviglie in San Mauro a Mare (Emilia-Romagna), der Palasport in Ferrara, der Euromercato in Milanofiori (Mailand) sowie Palermo und Selinunt.
Die Zukunft heißt Frau ist der zweite Film nach Ganz normal verrückt von 1981, in dem Marco Ferreri mit Tonino Delli Colli, dem langjährigen Kameramann von Pier Paolo Pasolini, zusammengearbeitet hat. Gedreht wurde der Film mit 35mm-Negativfilm in Eastmancolor. Während der Dreharbeiten war Ornella Muti schwanger mit ihrer Tochter Carolina.
Art Director war der später mehrfach oscarnominierte italienische Szenbildner Dante Ferretti. Verantwortlich für die Musik war Carlo Savina, unter dessen Leitung die Musik orchestriert und eingespielt wurde. Für die Kostümbildnerin Nicoletta Ercole (* 1989) war es die vierte Zusammenarbeit mit Marco Ferreri. In der Diskothek singt Pierangelo Bertoli das Lied Eppure Soffia. 
Schygulla und Arestrup werden in der italienischen Fassung von Ottavia Piccolo und Carlo Marini synchronisiert.
Premiere des Films war am 31. August 1984 in Venedig, wo Marco Ferreri für einen Goldenen Löwen nominiert war. Kinopremiere in Deutschland war am 14. September 1984, in Italien am 15. September 1984. 2008 veröffentlichte Avanz Reco eine CD mit dem Soundtrack des Films. 2012 wurde der Film auf dem 76. Locarno Film Festival innerhalb der Reihe Histoire(s) du cinéma gezeigt. 2013 brachte Ascot Elite in der Reihe Cinema Treasures eine DVD in deutscher Sprache heraus und 2018 Mustang Entertainments eine weitere DVD in italienischer Sprache und italienischen Untertiteln.

## Rezeption
Bei der Premiere in Venedig erntete der Film Gelächter und Pfiffe, die Ablehnung durch die internationale Fachpresse war allgemein. Der Kritiker der Zeit fand, der Film stürze „schrecklich in den Kitsch ab“, und Harlan Kennedy von den American Cinema Papers nennt ihn eine „verdächtig dumme ewige Dreiecksgeschichte“. An den italienischen Kinokassen war der Film ein Flop.
Die Kritiken in der deutschen Presse fielen gemischt aus, waren aber nach der Veröffentlichung der DVD von 2013 in der Tendenz positiver.
Das Lexikon des internationalen Films kommentierte: „Ein Pamphlet auf die Überlegenheit des Weiblichen und den Untergang des Patriarchats. Inhaltlich streckenweise unstimmig, temperamentlos und verquast erzählt, bringt sich Ferreris programmatische Geschichte über das im Umbruch befindliche Verhältnis der Geschlechter um ihre aufklärerische Kraft.“
Falko Straub schreibt in seiner Kritik der DVD von 2013: „In Die Zukunft heißt Frau stimmte Marco Ferreri 1984 ein weiteres Mal das Lied vom Niedergang der abendländischen Kultur und vom Verschwinden des Mannes an. [. . .] Gewollt stellt das Drama gesellschaftliche Konventionen infrage, ist ein breit angelegter Abgesang auf den Machismo, die wunderbare Warenwelt und die Spaßgesellschaft der 1980er. [. . .] Ein weiteres Mal zeigt er den Mann als schwaches Geschlecht, das an seiner eigenen Abschaffung arbeitet“. Das Online-Kinomagazin Uncut schreibt 2019:„Dieser Film könnte ganz oben auf der Liste der Emanzipation stehen, weil er fast alle Tabus der bürgerlichen Gesellschaft bricht und schon im Titel eine Lanze für die Frau bricht. [. . .] Ein soziales Konstrukt, das schockieren und abstoßen will“, und lobt die schauspielerische Leistung der drei Protagonisten.
Auch die Kritiken in Frankreich fielen gemischt aus. L’Oeil sur l’écran, ein französisches Filmportal, bezeichnet ihn als einen ziemlich überraschenden Film, eigenartig, eine Variation des Themas über den Platz der Frau in der Gesellschaft. Wenn Ferreri wegen seiner frühen Filme Misogynie vorgeworfen worden sei, so stelle er hier die Frau auf einen Sockel: Die Frauen haben die Kontrolle über ihr Leben übernommen, und sich total aller sozialen Regeln entledigt. Man brauche Künstler wie Ferreri, die sich zwischen Prophetie und Utopie bewegten, schreibt die Kritikerin von Le Monde, und stellt dann grundsätzliche Überlegungen zu Ferreri an: „Kein Intellektueller, aber ein Alchemist: Er manipuliert die Wirklichkeit, um sein eigenes Universum zu schaffen, ein Universum, das ein großes Publikum in seinen Bann zieht und es nicht mehr los lässt“. Ferreri zeige Situationen, die uns unwahrscheinlich scheinen, und filme sie in aller Anschaulichkeit, er mache in seinen Bildern Abgründe der gegenwärtigen Welt sichtbar und zeige die Wege, sie zu überwinden.
2012 nahm Olivier Père den Film in das Programm des Locarno Film Festivals auf und zeigte ihn innerhalb einer Serie, die Ornella Muti gewidmet war. Olivier Père schreibt: „ Die Zukunft heißt Frau ist ein weiterer der großen programmatischen Filme des Regisseurs. Eine utopische Geschichte (weniger negativ als üblich) über Liebe und Mutterschaft. Die Zukunft der Frau legt die Basis für eine neue Gesellschaft, die sich von Gesellschafts- und Familienregulierungen emanzipiert hat, in der die wahren Bindungen nicht länger die des Blutes, sondern die des Herzens sind, [. . .]“ und bezeichnet den Film als eins der Hauptwerke des italienischen Kinos der 80er Jahre.
Die Drehbuchautorin Dacia Maraini sagte 2017 in einem Interview: „Meiner Meinung nach ist Il futuro è donna ein besonderer und origineller Film, der wieder in Betracht genommen werden sollte. Seine Geschichte von einer jungen Frau, die ihr Kind nicht behalten kann und sich auf die Suche macht nach einem Paar, dem sie das Kind anvertrauen kann, ist eine Reflexion von unglaublicher Aktualität [. . .]. Dazu kommt, dass der Film, gespielt von aussergewöhnlichen Schauspielern – Ornella Muti, Hanna Shigulla, und Nels Arestrop [sic!]– von der absolut frischen und visionären Regie Ferreris getragen wird.“